# Кошкин, Евгений Сергеевич
Евге́ний Серге́евич Ко́шкин (род. 24 ноября 2002, Алматы) — казахстанский конькобежец. Выступает за сборную Казахстана по конькобежному спорту с 2019 года. Обладатель серебряной медали зимних Азиатских игр в Харбине, бронзовый призёр чемпионата четырёх континентов 2022 года в Калгари, победитель первенств республиканского значения, участник чемпионата мира в Тиалфе. Мастер спорта Международного Класса Республики Казахстан.

## Биография
Евгений Кошкин родился 24 ноября 2002 года в Алма-Ате. Заниматься конькобежным спортом начал в 2016 году в возрасте 14 лет, проходил подготовку в местной алма-атинской секции под руководством тренера Николая Георгиевича Улитина.
В 2019 году дебютировал в составе казахстанской сборной на юниорском Кубке мира, на дистанциях 500 и 1000 м занял 26-е и 43-е места соответственно.
Принимал участие в зимних юношеских Олимпийских играх 2020 года в Лозанне — показал 21-й результат в программе 500 м, 31-й результат в программе 1500 м, стал шестым в смешанном командном спринте, тогда как масс-старте не смог преодолеть стадию полуфиналов.
С 2021 года соревнуется на взрослом Кубке мира. Представлял Казахстан на чемпионате четырёх континентов в Калгари, выиграв бронзовую медаль в 500-метровой дисциплине. Имея 45-й результат мирового сезона на дистанции 500 м (34,868), Кошкин находился в резерве квалифицировавшихся конькобежцев зимних Олимпийских игр в Пекине, однако выступить на Олимпиаде ему в итоге не довелось.
В 2022 году отметился выступлением на юниорском мировом первенстве в Таллине, где финишировал четвёртым на дистанции 500 м и 17-м на дистанции 1000 м. На чемпиоанте четырёх континентов на сей раз пришёл к финишу восьмым.
Благодаря череде успешных выступлений в 2023 году удостоился права защищать честь страны на чемпионате мира в 2023 года — в дисциплине 500 м показал время 35,30, расположившись в итоговом протоколе соревнований на 22-й строке.
На чемпионате четырёх континентов 2024 года в Солт-Лейк-Сити стал седьмым на дистанции 500 м.
В 2025 году занял пятое место в дисциплине 500 м на чемпионате четырёх континентов в Хатинохе. На зимних Азиатских играх в Харбине завоевал серебряную награду в зачёте 100 м, уступив только китайцу Гао Тинъюю, в то время как в зачёте 500 м показал четвёртый результат. На пятом этапе Кубка мира в Томашув-Мазовецки после первого забега на дистанции 500 м пробился в дивизион А, а во втором забеге сенсационно победил с результатом 34,52 с. На заключительном шестом этапе в Херенвене также победил во втором забеге 34,49 с.

## Личная жизнь
Увлекается видеоиграми. В качестве кумира в спорте называл российского конькобежца Павла Кулижникова. Родной язык — русский.